# Barbara Maciejczyk
Barbara Maria Maciejczyk (ur. 26 sierpnia 1981 w Białej Podlaskiej, zm. 10 kwietnia 2010 w Smoleńsku) – polska stewardesa, która zginęła w katastrofie pod Smoleńskiem.

## Życiorys
W 2002 roku ukończyła szkołę średnią i kontynuowała naukę na Wydziale Filologii Słowiańskiej Uniwersytetu Warszawskiego, w Wyższej Szkole Komunikowania i Mediów Społecznych im. Jerzego Giedroycia w Warszawie i Studium Zarządzania Zasobami Ludzkimi.
2 stycznia 2007 roku rozpoczęła pracę w 36 Specjalnym Pułku Lotnictwa Transportowego i od 16 lutego 2009 roku pracowała na stanowisku stewardesy. Wylatała ok. 1397 godzin. Zginęła 10 kwietnia 2010 roku w katastrofie polskiego samolotu Tu-154M w Smoleńsku w drodze na obchody 70. rocznicy zbrodni katyńskiej. W trakcie lotu PLF 101 pełniła w samolocie Tu-154M nr 101 funkcję szefowej pokładu w załodze samolotu.
16 kwietnia 2010 roku została pośmiertnie odznaczona Krzyżem Kawalerskim Orderu Odrodzenia Polski za wybitne zasługi w służbie państwu i społeczeństwu, na wniosek premiera Donalda Tuska. 25 kwietnia pochowano ją z honorami wojskowymi w Kwaterze Smoleńskiej na Cmentarzu Wojskowym na Powązkach w Warszawie wraz z trzema innymi członkami załogi samolotu: ppłk. pil. Robertem Grzywną, ppor. Andrzejem Michalakiem i stewardesą Natalią Januszko. W uroczystościach wziął udział m.in. dowódca 36 Specjalnego Pułku Lotnictwa Transportowego płk. dypl. pilot Ryszard Raczyński oraz lotnicy, studenci i mieszkańcy stolicy. W trakcie uroczystości nad cmentarzem przeleciały w szyku cztery samoloty TS-11 Iskra ciągnące za sobą 4 smugi biało-czerwonego dymu. Był to zespół akrobacyjny Sił Powietrznych „Biało-Czerwone Iskry” z Dęblina.
2 maja 2010 roku, już po zakończeniu akcji zabezpieczania szczątków samolotu i porządkowania terenu, na miejscu katastrofy odnaleziono (wraz z innymi przedmiotami) zdjęcie paszportowe Maciejczyk; w sprawie tej zaalarmowano m.in. ambasadę polską w Moskwie, Ministerstwo Sprawiedliwości i Kancelarię Prezydenta RP.
W 2010 roku nagrobek Maciejczyk na Cmentarzu Wojskowym na Powązkach, wraz z nagrobkami 27 innych pochowanych tam osób, stał się integralną częścią pomnika ku czci ofiar katastrofy w Smoleńsku, który odsłonięto 10 listopada 2010 roku. 10 maja 2011 roku w Galerii Podlaskiej w Białej Podlaskiej otwarto wystawę upamiętniającą gen. broni pil. Andrzeja Błasika oraz Barbarę Maciejczyk.